# Halmai János (katonatiszt)
Halmai János, Stranczinger (Pécsvárad, 1897. március 5. – Chicago, Amerikai Egyesült Államok, 1965. február 12.) magyar számvevőségi tisztviselő, katonatiszt, országgyűlési képviselő.

## Élete
1897-ben született Pécsváradon, Stranczinger János és Kapacsek Józsa gyermekeként, vallása római katolikus. Középiskoláit Pécsett végezte el, majd a 19. honvéd gyalogezredben teljesített katonai szolgálatot. Az első világháborúban mint katonatiszt, három fronton is harcolt, és a háborút követően is megmaradt a honvédség tényleges katonatiszti állományában, a honvéd számvivőségnél. Pécs szerb megszállása idején részt vett az ott kibontakozó ellenforradalmi cselekményekben, Kovács Antal tábornok parancsnoksága alatt. 1939. március 27-én Budapesten feleségül vette Gemeiner Teréziát.
Az országos politikai életbe 1939-ben kapcsolódott be, amikor a kalocsai választókerületben őt jelölte az országgyűlési választáson a Nyilaskeresztes Párt. A kerületben viszonylag nagy számú – hat – jelölt indult el, ennek ellenére sikerült megszereznie a szavazatok abszolút többségét és ezzel Kalocsa parlamenti mandátumát. Nem sokkal a képviselőházba való bejutása után – többedmagával – kilépett pártjából és pártonkívüliként működött tovább.